# 斯瓦托韦市镇
斯瓦托韦市级市镇（烏克蘭語：Сватівська міська громада）是乌克兰卢汉斯克州斯瓦托韋區的市镇，行政中心为斯瓦托韋。市镇面积为1038.7平方公里，2020年人口数量为26,425人。

## 居民点
该市镇包括一个城市（斯瓦托韋）、3个镇和20个村庄。
- 镇列表：扎希德内（烏克蘭語：Західний (Сватівський район)）、拉希德内（烏克蘭語：Лагідне (Сватівський район)）、索斯诺维（烏克蘭語：Сосновий (Сватівський район)）
- 村庄列表：安德里伊夫卡、巴雷基内、洪恰里夫卡、達奇內、茲米伊夫卡、伊萬尼夫卡、科爾若韋、克魯赫萊、曼基夫卡、米卢瓦特卡（烏克蘭語：Мілуватка）、米斯特基、新米基利斯凱、新普雷奧布拉任內、巴甫利夫卡、普羅明、魯迪夫卡、斯維斯圖尼夫卡、特拉夫內韋、霍米夫卡、切皮希夫卡